# Przeziorowy Ząb
Przeziorowy Ząb (słow. Západný Bielovodský zub, 1849 m) – turniczka w masywie Młynarza w słowackich Tatrach Wysokich. Znajduje się we wschodniej grani Młynarza, pomiędzy Upłaziastą Przełączką (1839 m) a Przeziorową Szczerbiną (1833 m). Z turniczki ku Przeziorowej Szczerbinie opada stromy uskok. Jego najniższa część wraz  z najniższą częścią grani Przeziorowej Turni tworzy okno skalne.
Wejście z Upłaziastej Przełączki na szczyt Przeziorowego Zęba jest łatwe (0 w skali tatrzańskiej). Pierwsze wejście: Jan Humpola i Mieczysław Świerz, podczas przejścia granią 14 lipca 1924 roku.

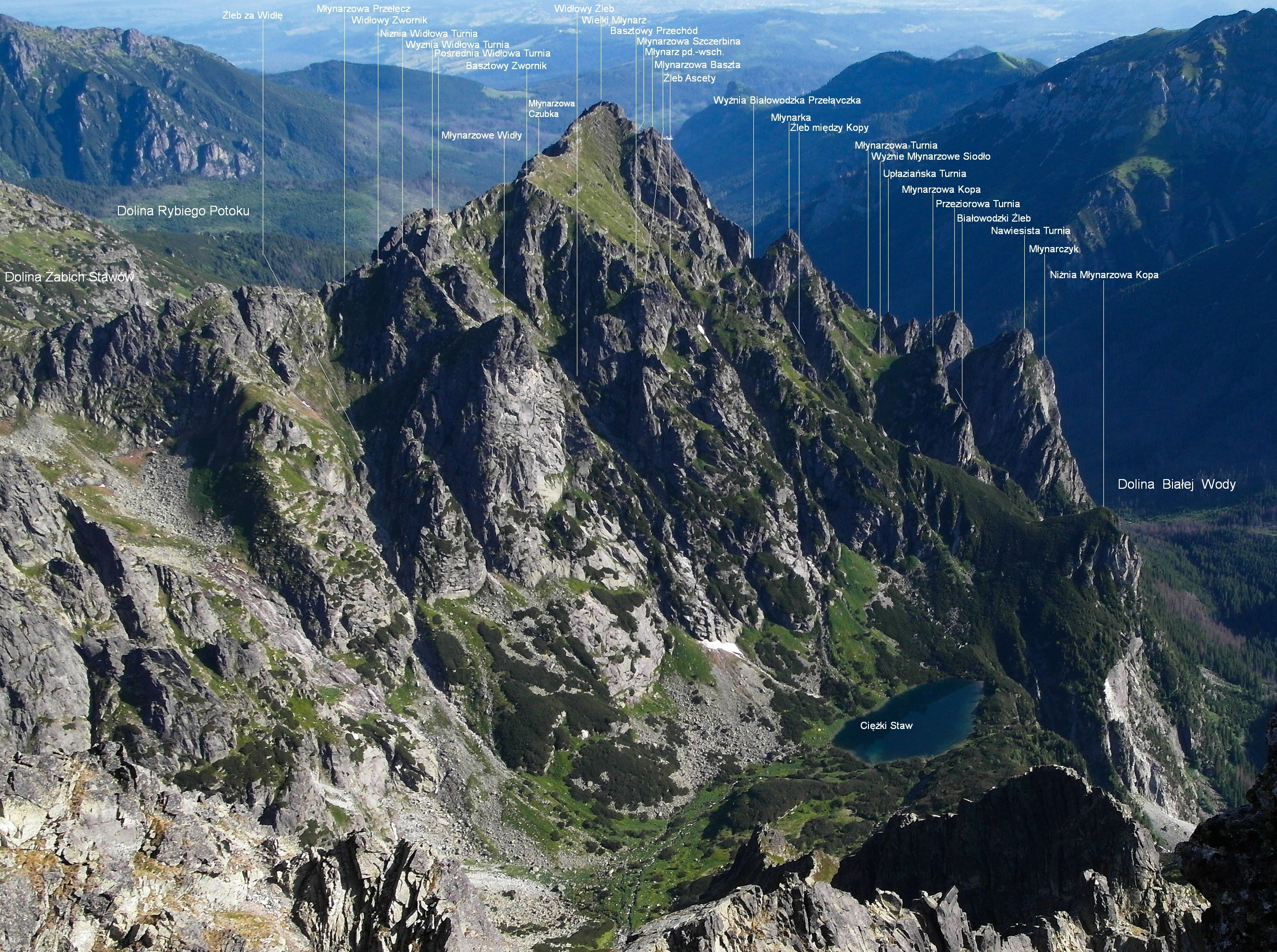
Widok z Ganku